# Gardonne
Gardonne – miejscowość i gmina we Francji, w regionie Nowa Akwitania, w departamencie Dordogne.
Według danych na rok 1990 gminę zamieszkiwały 1383 osoby, a gęstość zaludnienia wynosiła 167 osób/km² (wśród 2290 gmin Akwitanii Gardonne plasuje się na 306. miejscu pod względem liczby ludności, natomiast pod względem powierzchni na miejscu 1185.).